# Republikeinse Partij van Italië
De Republikeinse Partij van Italië (Italiaans: Partito Repubblicano Italiano) is een Italiaanse, liberale partij. De partij werd in 1895 opgericht. Vóór de Tweede Wereldoorlog streefde de partij voornamelijk naar de afschaffing van de monarchie van het Huis van Savoye. Dit doel werd in 1946 bereikt toen Umberto II van Italië troonsafstand deed. De ideologische basis van de PRI gaat terug op Giuseppe Mazzini (1805-1872), een republikein met links-liberale ideeën.
De vrij kleine PRI regeerde sinds het einde van de Tweede Wereldoorlog tot aan de jaren '90 meestal in coalitie met de Democrazia Cristiana, de Sociaaldemocratische Partij van Italië en de Liberale Partij van Italië en de partij werd als gematigd-progressief gezien. Tegenwoordig is de PRI centrumrechts en maakt het deel uit van het Huis van de Vrijheid van Silvio Berlusconi.
In 2003 scheidde een groep onder de naam Europese Republikeinse Beweging zich van de PRI af.
Een van de belangrijkste minister van Buitenlandse Zaken van Italië, graaf Carlo Sforza, was lid van de PRI. Giovanni Spadolini die van 1981 tot 1982 premier van Italië was, is tot nu toe de enige republikeinse premier van Italië geweest.
De PRI maakt deel uit van de Europese Liberaal-Democraten en heeft vertegenwoordigers in het Europees Parlement.

## Tijdslijn
- 1895: de Mazzinisti (aanhangers van Giuseppe Mazzini) richtten de Republikeinse Partij van Italië op.
- 1926-1943: Onder het fascisme wordt de PRI verboden, maar herleeft na het herstel van de democratie.
- 1946: Een factie van de Italiaanse Actiepartij, de Democratische Republikeinse Beweging sluit zich bij de PRI aan. Later sluiten andere leden van de Actiepartij zich bij de PRI aan.
- 1981-1982: Giovanni Spadolini van de PRI is premier van Italië.
- 2003: Een vleugel scheidt zich van de PRI af en vormt de Europese Republikeinse Beweging.